# Округ Кришчан (Илиноис)
Кришчан (енгл. Christian County) је округ у америчкој савезној држави Илиноис.

## Демографија
По попису из 2010. године број становника је 34.800, што је 572 (-1,6%) становника мање 2000. године.
| Група             | 2000.          | 2010.          |
| Белци             | 33.921 (95,9%) | 33.331 (95,8%) |
| Афроамериканци    | 758 (2,1%)     | 495 (1,4%)     |
| Азијати           | 132 (0,4%)     | 167 (0,5%)     |
| Хиспаноамериканци | 345 (1,0%)     | 471 (1,4%)     |
| Укупно            | 35.372         | 34.800         |